# Эпсом-энд-Юэлл
Эпсом-энд-Юэлл (англ. Epsom and Ewell) — неметрополитенский район (англ. non-metropolitan district) со статусом боро в графстве Суррей (Англия). Административный центр — город Эпсом.

## География
Район расположен в северной части графства Суррей, граничит с лондонскими боро Кингстон-апон-Темс и Саттон.

## Состав
В состав района входит 1 город:
- Эпсом